# Österreichisches Kriegs-Echo
Das Österreichische Kriegs-Echo war eine österreichische Wochenzeitung mit dem Fokus auf Kriegsberichterstattung. Die Zeitung erschien wöchentlich von 1914 bis 1918 in Wien. Titelzusatz des Österreichischen Kriegs-Echos lautete  Illustrierte Wochen-Chronik. Mit der Redaktion waren Hans Bösbauer und Josef Gschwendtner betreut.